# Фёдоров, Юрий Иванович (хоккеист)
Ю́рий Ива́нович Фёдоров (род. 8 июня 1949 или 8 июля 1949, Ульяновск) — советский хоккеист, выступавший на позиции защитника. Заслуженный мастер спорта СССР (1978), тренер.

## Биография
Родился в городе Ульяновске. Там же начал участвовать в чемпионатах СССР в классе «Б» в местной команде «Торпедо». В 1969 году был зачислен в состав команды ЦСКА, но за сезон провёл всего два матча составе и был отправлен в Чебаркуль в местную команду «Звезда». Через год по предложению главного тренера ЦСКА был направлен в город Горький играть в составе местного «Торпедо».
В 1972 году стал чемпионом Универсиады.
В чемпионатах СССР провёл 606 матчей, забросил 102 шайбы. Является членом Клуба Николая Сологубова (в него входят защитники, забросившие более 100 шайб в чемпионатах СССР).
В 1975 году в составе сборной СССР стал чемпионом мира и Европы. В следующий раз был призван в сборную в 1978 году и вновь стал чемпионом мира и Европы. Всего за сборную СССР провёл 16 матчей, забросив одну шайбу.
В 1985—1987 работал тренером-консультантом в «Одзи сейси» (Томакомай, Япония).
С 1988 года — тренер, главный тренер нижегородского «Торпедо». В 2008—2010 годах работал главным тренером в ХК «Владимир». С декабря 2010 года является старшим тренером СДЮШОР «Торпедо».

## Достижения
- Чемпион Универсиады — 1972
- Чемпион мира и Европы — 1975, 1978
- Обладатель Кубка Вызова — 1979.

В «Торпедо» играл под номером «4», именной свитер с этим номером вывешен под сводами Дворца Спорта в Нижнем Новгороде.

## Награды
- Заслуженный мастер спорта СССР (1978).
- Медаль «За трудовую доблесть» (07.07.1978).
- Медаль «За трудовое отличие» (1975).

## Статистика выступлений

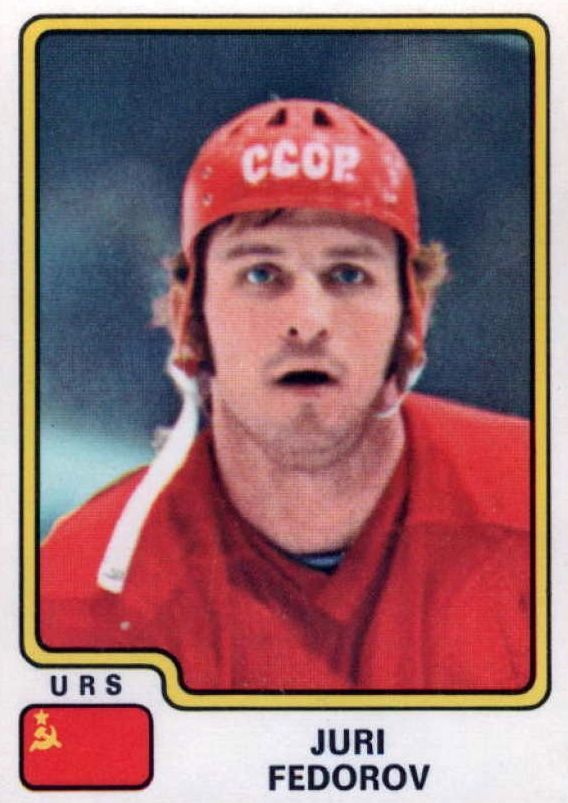
В форме сборной СССР, 1979 год

## Статистика выступлений[4]
|                          |                          |                                   | Регулярный сезон | Регулярный сезон | Регулярный сезон | Регулярный сезон | Регулярный сезон |
| Сезон                    | Команда                  | Лига                              | Игр              | Г                | П                | О                | ШТ               |
| ------------------------ | ------------------------ | --------------------------------- | ---------------- | ---------------- | ---------------- | ---------------- | ---------------- |
| 1969/70                  | ЦСКА Москва              | Чемпионат СССР                    | 2                | 0                |                  |                  |                  |
| 1970/71                  | Звезда Чебаркуль         | Чемпионат СССР (1 лига)           |                  |                  |                  |                  |                  |
| 1971/72                  | Торпедо Горький          | Чемпионат СССР                    | 29               | 3                | 1                | 4                | 10               |
| 1972/73                  | Торпедо Горький          | Чемпионат СССР                    | 32               | 4                | 3                | 7                | 22               |
| 1973/74                  | Торпедо Горький          | Чемпионат СССР                    | 32               | 5                | 4                | 9                | 9                |
| 1974/75                  | Торпедо Горький          | Чемпионат СССР                    | 35               | 8                | 2                | 10               | 12               |
| 1975/76                  | Торпедо Горький          | Чемпионат СССР                    | 36               | 9                | 3                | 12               | 18               |
| 1976/77                  | Торпедо Горький          | Чемпионат СССР                    | 35               | 8                | 2                | 10               | 24               |
| 1977/78                  | Торпедо Горький          | Чемпионат СССР                    | 36               | 9                | 11               | 20               | 40               |
| 1978/79                  | Торпедо Горький          | Чемпионат СССР                    | 44               | 6                | 14               | 20               | 34               |
| 1979/80                  | Торпедо Горький          | Чемпионат СССР                    | 44               | 14               | 7                | 21               | 28               |
| 1980/81                  | Торпедо Горький          | Чемпионат СССР                    | 43               | 4                | 8                | 12               | 14               |
| 1981/82                  | Торпедо Горький          | Чемпионат СССР                    | 47               | 5                | 8                | 13               | 18               |
| 1982/83                  | Торпедо Горький          | Чемпионат СССР                    | 55               | 9                | 5                | 14               | 20               |
| 1983/84                  | Торпедо Горький          | Чемпионат СССР                    | 43               | 7                | 11               | 18               | 20               |
| 1984/85                  | Торпедо Горький          | Чемпионат СССР                    | 52               | 10               | 7                | 17               | 26               |
| 1987/88                  | Торпедо Горький          | Чемпионат СССР                    | 16               | 1                | 5                | 6                | 8                |
| 1987/88                  | Торпедо Горький          | Чемпионат СССР. Переходный турнир | 29               | 0                | 4                | 4                | 10               |
| Всего в Чемпионатах СССР | Всего в Чемпионатах СССР | Всего в Чемпионатах СССР          | 579              | 102              | 90               | 192              |                  |

## Статистика выступлений в Суперсериях[6]
| Сезон   | Команда               | Лига         | Игр | Г | П | О | ШТ |
| ------- | --------------------- | ------------ | --- | - | - | - | -- |
| 1974    | СССР                  | Канада (ВХА) | 1   | 0 | 0 | 0 | 0  |
| 1979/80 | СССР                  | ВХА          | 8   | 1 | 4 | 5 | 2  |
| 1978/79 | Крылья Советов Москва | НХЛ          | 4   | 0 | 9 | 9 | 2  |

## Статистика выступлений за сборную
| Год  | Сборная | Турнир         | Место  |    | И | Г | П | О | Штр |
| ---- | ------- | -------------- | ------ | -- | - | - | - | - | --- |
| 1975 | СССР    | Чемпионат мира | Золото | 10 | 1 | 3 | 4 | 0 |     |
| 1978 | СССР    | Чемпионат мира | Золото | 6  | 0 | 1 | 1 | 7 |     |
| 1979 | СССР    | Кубок Вызова   | Золото | 3  | 0 | 0 | 0 | 0 |     |

## Тренерская карьера
- 1985—1987 тренер-консультант в «Одзи сейси» (Томакомай, Япония).
- 1988—1991, 1993—1996 тренер «Торпедо» (Нижний Новгород).
- 1996—2000, декабрь 2001 — февраль 2002. Главный тренер «Торпедо-2» (Нижний Новгород)
- 2000 по декабрь 2001 Главный тренер «Торпедо» (Нижний Новгород).
- 2002—2008 тренер СДЮШОР «Торпедо».
- 2008—2010 главный тренер ХК «Владимир»
- с 2010 тренер СДЮШОР «Торпедо».